# Прометей (фильм, 1936)
«Промете́й» — советский кинофильм, снятый в 1936 году Иваном Кавалеридзе по собственному сценарию на Киевской кинофабрике объединения «Украинфильм». Сценарий фильма имеет отсылки к мотивам творчества и биографии Тараса Шевченко. Фильм был выпущен в прокат в начале 1936 года, однако вскоре после выпуска снят с экрана. Фильм не был включён в многотомный аннотированный каталог «Советские художественные фильмы», издаваемый с 1961 года издательством «Искусство» под эгидой Госфильмофонда.
Фильм сохранился не полностью, отсутствует сцена с участием Тараса Шевченко.

## Сюжет
Крепостной парень Ивась отдан паном в солдаты на Кавказ, а его невеста Катерина отправлена в публичный дом. Под влиянием разжалованного в солдаты революционера Гаврилова, вернувшимся в родное село, Ивась поднимает крестьянское восстание.

## История создания и запрета
Производство первого варианта фильма было завершено в мае 1935 года. После ряда переделок фильм был закончен в третьем квартале 1935 года. 3 декабря 1935 года руководство треста «Украинфильм» обратилось в ГУФК за разрешительным удостоверением, которое было получено. По воспоминаниям Кавалеридзе, фильм в течение шести дней демонстрировался на ленинградских киноэкранах, а в Москве в это время проводилась рекламная кампания фильма.
На состоявшемся 13—15 декабря 1935 года VII Всесоюзном производственно-тематическом совещании начальник Главного управления кинофотопромышленности Борис Шумяцкий подверг фильм резкой критике. Шумяцкий упрекал Кавалеридзе в слабой сюжетности, статичности растянутости фильма, грубом натурализме, убогой и примитивной музыке. Шумяцкий советовал режиссёру впредь больше работать над сюжетом, образами и движениями образов в сюжете. Фильм подвергся критике и в кинопрессе.
13 февраля 1936 года в газете «Правда» была опубликована редакционная статья «Грубая схема вместо исторической правды», где в адрес Кавалеридзе были повторены все основные претензии, выдвинутые ранее Шумяцким.
Аллентина Рубайло в своей книге «Партийное руководство развитием киноискусства (1928—1937 гг.)» (1976) сообщает, что руководство и творческая секция Киевской кинофабрики неоднократно предлагали Кавалеридзе вынести свою работу на широкое обсуждение творческой общественности, но он этого избегал.
Из поставления ГУФК:

Фильм «Прометей» производства Киевской фабрики «Украинфильм», как извращающий действительность, формалистический и натуралистический по своей художественной трактовке — к демонстрации запретить.— Начальник ГУФК Литовский

## Съёмочная группа
- Сценарист: Иван Кавалеридзе
- Режиссёр-постановщик: Иван Кавалеридзе
- Оператор-постановщик: Николай Топчий
- Художники-постановщики: Юния Майер, Василий Кричевский
- Композиторы: Павел Толстяков, Андрей Баланчивадзе

### Актёры
- Иван Твердохлеб — крепостной Ивась
- Полина Табачникова — Катерина, невеста Ивася
- Александр Сердюк — пан Свичка
- Иван Штраух — купец Жуков
- Наталия Ужвий — хозяйка публичного дома
- Даниил Антонович — революционер Гаврилов
- Гнат Юра — панский управляющий
- Валентина Чистякова — проститутка Дунька
- Владимир Ершов — Николай I
- Николай Надемский — Тарас Шевченко
- Шота Нузадзе — грузинский крестьянин
- Чута Эристова-Жгенти — княжна Дадиани

## Технические характеристики
Фильм звуковой, чёрно-белый, обычного формата, 10 частей, 2400 метров.

### Комментарии
1. ↑  В справочной литературе, в частности в публикации Марголита и Шмырова «Из’ятое кино» указывается 1935 год производства, поскольку фильм был завершён уже в третьем квартале 1935 года и выпущен в непродолжительный прокат в конце года, однако в титрах фильма указан 1936 год производства.